# Польская академия знаний
Польская академия знаний (пол. Polska Akademia Umiejętności, до 1919 г. — Академия знаний) — польская научная организация, обладающая статусом научного общества.

## Отделения
На данный момент ПАЗ включает в себя отделения:
1. Филологическое,
2. Историко-Философское,
3. Математическо-Физическо-Химическое,
4. Естественное,
5. Врачебное,
6. Художественного творчества.

## История
В 1872 году Краковское научное общество было преобразовано в Академию знаний, которая в 1919 году стала основой современной Польской академии знаний.
Главной резиденцией ПАЗ было собственное здание в Кракове на улице Славковской, 17.
Включала в себя 4 отделения:
1. Филологическое,
2. Историко-Философское,
3. Математическо-Естественное
4. Врачебное (с 1930)

Всего до 1952 ПАЗ имела 676 польских членов и 264 иностранных. ПАЗ организовывала ежегодные собрания членов и отделений. Вся тяжесть исследовательской и издательской работы лежала на комиссия и комитетах, в которых работали также учёные, не являвшиеся членами ПАЗ.
После Второй мировой войны независимая от государства научная организация оказалась нежелательной для властей. В 1948 г. было объявлено о намерении создать Польскую академию наук, а к ПАЗ были применены ограничения: финансовые и цензурные, были ограничены её контакты с заграницей, приостановлена работа издательства. Научные учреждения, издательства, собрания и имущество ПАЗ было передано Польской академия наук.
В 1957—1958 гг. учёные предприняли попытку восстановления ПАЗ. В ответ на это власти создали отделение ПАН в Кракове. Восстановление ПАЗ стало возможным только после смены в Польше политического строя в 1989 г. Восстановление было осуществлено на основании старого устава, с сохранением организационной преемственности и традиционных форм функционирования.

## Президенты ПАЗ
- Юзеф Майер (1872—1890)
- Станислав Тарновский (1890—1917)
- Казимир Моравский (1917—1925)
- Ян Розвадовский (1925—1929)
- Казимир Костанецкий (1929—1934)
- Станислав Врублевский (1934—1938)
- Станислав Кутшеба (1939—1946)
- Казимир Нич (1946—1957)
- Адам Кшижановский[пол.] (1957—1958)
- Герард Лябуда (1989—1994)
- Казимир Ковальский (1994—2001)
- Анджей Бялас (с 2001)

## Генеральные секретари ПАЗ
- Юзеф Шуйский (1872-83),
- Станислав Тарновский (1883-90),
- Станислав Смолька (1890—1903),
- Болеслав Уляновский (1903-19),
- Казимир Костанецкий (1919-21),
- Станислав Врублевский (1921-26),
- Станислав Кутшеба (1926-39),
- Тадеуш Ковальский (1939-48),
- Ян Домбровский (1948-57),
- Адам Ветулани (1957-58),
- Юзеф Скомпский (1989-94),
- Ежи Вырозумский (1994—2015),
- Szczepan Biliński (2015-)

## Почётные члены ПАЗ
- Иоанн Павел II
- Ян Новак-Езёраньский
- кардинал Францишек Махарский
- Владислав Бартошевский